# Carl Stumpf
Carl Stumpf, född den 21 april 1848 i Wiesentheid, död den 25 december 1936 i Berlin, var en tysk psykolog och filosof.
Stumpf blev docent i Göttingen hos Lotze 1870 samt professor i Würzburg 1873, i Prag 1879, i Halle 1884, i München 1889 och i Berlin 1894. Han var föreståndare för psykologiska laboratoriet i Berlin. Han tog 1921 avsked från professuren. Stumpf fasthöll vid psykologins samband med filosofin och visade sig i sin allmänna ståndpunkt påverkad av Brentano. Han ägnade sig främst åt psykologin och bidrog särskilt väsentligt till tonpsykologins utveckling genom Tonpsychologie (2 band, 1883–1890) och flera specialavhandlingar.
Till vissa psykologiska principfrågors utredning lämnade han mycket värdefulla bidrag genom Erscheinungen und psychische Funktionen (i Abhandlungen der Berliner Akademie, 1907), Leib und Seele (1903; 3:e upplagan 1908), Über den Begriff der Demutsbewegung (i Zeitschrift für Psychologie, 1899) och Über Gefühlsempfindungen (1906). I frågan om förhållandet mellan själ och kropp anslöt han sig till teorin om växelverkan mellan dem i motsats till parallellteorin.
Som en nödvändig hypotes antog Stumpf den kroppsliga verkligheten, och i uppfattningen av det psykiska närmar han sig Ostwalds energetiska uppfattning. I Zur Einteilung der Wissenschaften (1907) sammanställde han flera indelningsgrunder för att kunna särskilja de olika vetenskaperna. Även han skilde mellan vetenskapen om fakta och lagvetenskaper, men vill inte, som Windelband och Rickert, identifiera denna skillnad med förhållandet mellan Geisteswissenschaften och naturvetenskaper.
Bland Stumpfs många övriga arbeten kan nämnas Die Wiedergeburt der Philosophie (1907), Vom ethischen Skeptizismus (1908), Philosophische Reden und Vorträge (1910), Die Anfänge der Musik (1911), Empfindung und Vorstellung (1918), Struktur der Vokale (samma år), Spinoza-studien (samma år), Analyse der Konsonanten (1921) och Singen und Sprechen (1923). Stumpf utgav tidskriften "Beiträge zur Akustik und Musikwissenschaft" (1898 ff.), där han författade bland annat Konsonanz und Dissonanz (1898).